# Hrabstwo Ohio (Kentucky)

Piramida wieku hrabstwa

Hrabstwo Ohio – hrabstwo w USA, w stanie Kentucky. Według danych z 2010 roku, hrabstwo zamieszkiwały 23842 osoby. Siedzibą hrabstwa jest Hartford.

## Miasta
- Beaver Dam
- Centertown
- Fordsville
- Hartford
- McHenry
- Rockport
- Rosine (CDP)